# Arroyo Bellaco
Der Arroyo Bellaco ist ein Fluss im Westen Uruguays.
Der zum Einzugsgebiet des Río Uruguay zählende Fluss befindet sich im Nordwesten des Departamentos Río Negro. Er entspringt unweit nordöstlich von  Bellaco und rund einen Kilometer westlich der Quelle des Arroyo de los Algarrobos nahe der dort verlaufenden Ruta 25. Von dort fließt er in nordwestliche Richtung und passiert dann etwa fünf Kilometer nordöstlich den Ort Tres Quintas. Nördlich dieses Ortes wird der Arroyo Bellaco zunächst linker Hand vom Arroyo San Pedro gespeist, unterführt dann die Ruta 24 beim Paso Bellaco. Unmittelbar anschließend stößt ein weiterer linksseitiger Nebenfluss hinzu. Auf seinem weiteren Weg nach Nordwesten wird der Arroyy Bellaco nun von zahlreichen kleineren Nebenflüssen linker und rechter Hand gespeist. Zudem passiert er die kartographisch verzeichneten Punkte Paso Manantial, Paso del Sauce und Paso de la Tranquera. Er mündet schließlich in den Arroyo Negro, wenige Kilometer bevor dieser im Río Uruguay endet.